# بخش دالاس (شهرستان کرافورد، اوهایو)
بخش دالاس (به انگلیسی: Dallas Township) یک منطقهٔ مسکونی در ایالات متحده آمریکا است که در شهرستان کرافورد، اوهایو واقع شده‌است.
 بخش دالاس ۵۷٫۳ کیلومتر مربع مساحت و ۴۸۵ نفر جمعیت دارد و ۲۹۶ متر بالاتر از سطح دریا واقع شده‌است.